# Dmitri Merejkovski
|  | Per al botànic i germà seu, vegeu Konstantín Merejkovski |

Dmitri Merejkovski   (Sant Petersburg, 2 d'agost de 1865 (Julià) - París, 9 de desembre de 1941), nom complet amb patronímic Dmitri Serguéievitx Merejkovski, rus: Дми́трий Серге́евич Мережко́вский, fou un novel·lista, poeta, pensador religiós i crític literari rus. Figura fonamental de l'Edat de Plata de la poesia russa, considerat com un dels fundadors del moviment simbolista, Merejkovski - junt amb la seva dona, la també poetessa Zinaida Guíppius – es va veure forçat a exiliar-se per motius polítics. Durant el seu segon exili (1918-1941), va continuar publicant novel·les d'èxit i va guanyar-se el reconeixement com un crític de la Unió Soviètica. Conegut tant com a profeta religiós d'estil propi amb el seu propi punt de vista sobre el cristianisme apocalíptic, i com l'autor de novel·les històriques filosòfiques, on es combinava un fervent idealisme amb la innovació literària, Merejkovski fou nominat nou cops per al Premi Nobel de Literatura, el qual va estar a punt de guanyar el 1933.

## Biografia

### Infància i adolescència
Dmitri Merejkovski neix en el si d'una família de la petita noblesa sense títol; el seu avi,- originari de la Petita Rússia - havia vingut a servir al regiment Izmaïlovski a Sant Petersburg durant el regnat de Pau I. Son pare, Serguei Ivànovitx Merejkovski (1823-1908) era funcionari i havia desenvolupat la seva carrera professional a l'administració de l'óblast d'Orenburg, i després a la del gran mariscal de la Cort, el comte Xuvàlov. Es va retirar en 1881 amb el rang de conseller privat. Sa mare, de soltera Vàrvara Vassilievna Txesnokova i de reputada bellesa, era filla del cap de la cancelleria del cap de la policia de Sant Petersburg.
Va passar la seva infància en una casa antiga a la cantonada del Fontanka i del Nevà, enfront del Jardí d'estiu i, de vegades la seva família el duia de vacances d'estiu a la finca familiar Crimea, prop de Ialta. Tenia cinc germans (un dels quals fou el cèlebre biòleg Konstantín Merejkovski) i tres germanes. Els pares viatjaven molt, i una vella majordoma alemanya, Amàlia Khristiànovna, passava molt temps amb els nens, i els divertia amb contes russos i relats bíblics. El seu pare semblava distant i egoista, però igual que el seu fill anys més tard, també s'interessava per la història. La llar es basava en la mare, que era més accessible i més a prop de les preocupacions espirituals o intel·lectuals que el seu fill manifestà des de ben aviat. Sentia una sensació de solitud i, per bé que l'ambient familiar entre germans i germanes era càlid en la seva primera joventut, els lligams es distengueren en els últims anys, atès que no comparteixen les aspiracions de Dmitri.
Dimitri Merejkovski va començar els seus estudis al Tercer gimnàs clàssic (escola secundària) en 1876. Els anys que va passar allà els descrigué posteriorment amb una sola paraula, "assassins", i recorda només un mestre com a persona decent – "Kessler el llatinista; no era massa bo però almenys ens mirava amb bons ulls." Als tretze anys Dmitri va començar a escriure poesia, imitant La font de Bakhtxisarai de Puixkin tal com recordaria ell mateix posteriorment. Va quedar fascinat amb les obres de Molière fins al punt que va formar un cercle molieresc al gimnàs. El grup no tenia res en la seva agenda política, però tot i així va cridar l'atenció del la policia secreta tsarista. Tots els seus membres van ser cridats un a un a la Secció Tercera per la Brigada Política per tal de ser interrogats. Es creu que només la posició del seu pare, interessat en els gustos literaris del seu fill en l'adolescència, va impedir que Dmitri fos expulsat de l'escola.Després de la jubilació de Merejovski pare, tota la família es va traslladar al número 33 del carrer Znamenskaia.

### Edat adulta
Entre 1884 i 1889 va estudiar història i filologia a la Universitat de Sant Petersburg i parlava amb fluïdesa diversos idiomes. Va fer una tesi sobre Montaigne.
En 1888 coneix la seva dona, Zinaida Guíppius, a Borjomi (Caucas). Es van casar al gener següent i es van establir a Sant Petersburg. Tant ell com la seva dona es van mantenir modestament amb els seus escrits, però el seu saló es va convertir més tard en un dels centres de l'Edat de Plata de la poesia russa. S'atribueix a Merejkovski l'articulació dels principis fonamentals del simbolisme rus amb el seu assaig Sobre les causes del declivi i sobre les nous camins de la literatura russa Contemporània (1892).
Després del 1900 ell i la seva dona, units a Dmitri Filossófov i Vassili Rózanov van promoure una nova consciència religiosa a través del grup Bogoiskàteli, o " cercadors de Déu ". Aquest grup de "cristians espirituals" es va trobar regularment amb els representants de l'Església Ortodoxa Russa fins al 1903, en què aquestes trobades van ser prohibides per Konstantín Pobedonóstsev, procurador del Sínode Sagrat de l'Església Ortodoxa russa. En 1901 van fundar la Societat Filosòfica-Religiosa que va publicar Novi put ( Nova senda) com a obra de referència. Van perdre gran quantitat de lectors a conseqüència de la prohibició declarada per Pobedonóstsev. El 1904, la publicació de Novi put va ser interrompuda, i van iniciar un viatge a través de Rússia, durant la qual mantingueren reunions amb els representants de diverses sectes místiques, amb molts dels quals Merejkovski es va mantenir en contacte.

### Impacte de 1905
La derrota de l'Armada Imperial Russa per la Armada Imperial Japonesa va donar lloc a la revolució russa de 1905, que Merejkovski va veure com un esdeveniment religiós que anunciava una revolució religiosa, de la qual es va declarar a si mateix el profeta. Merejkovski va esdevenir un fervent manifestant a favor dels disturbis civils, i va escriure a bastament sobre aquest tema, particularment durant els dos anys d'estada a París.
Després de la Revolució d'octubre, Merejkovski va viatjar a París novament, on va atacar la ideologia bolxevic. Al costat de la seva dona es va unir al Partit Social-Revolucionari. Va ser nominat diverses vegades al Premi Nobel de Literatura, però el seu presumpte suport a Hitler li va impedir de guanyar el premi.
Mort a Paris el 1941, fou enterrat al cementiri rus de Sainte-Geneviève-des-Bois.

## Carrera literària
Dmitri Merejkowski comença amb poemes pessimistes i publica en 1893 el famós manifest del simbolisme rus: "Les causes de la decadència i les noves tendències de la literatura russa contemporània", on s'alça violentament contra el realisme dels anys seixanta. Apassionat per la qüestió de la lluita del cristianisme contra el paganisme, va dedicar una trilogia a l'antic Egipte: "El naixement dels déus" mostra Tutankamon, hereu de la corona, a Creta. La següent novel·la, "Akhenaton alegria del Sol", té com a personatges centrals el faraó reformador Akhenaton, primer promotor d'una religió monoteista i la ballarina Dio, "la perla dels mars del sud", que van seguir Tutankamon en seu retorn de Creta i es va convertir en l'amant del faraó. La tercera novel·la, "L'ombra del que ve" descriu la caiguda d'Akhenaton, enfront dels defensors d'Amon que es neguen a la seva revolució religiosa. Aquesta trilogia profundament mística dona amb això un retorn de l'antic Egipte que apareix més autèntic, menys "clixé" que la multitud de novel·les dedicades llavors al mateix tema.
Una segona trilogia, "El Crist i l'Anticrist" (1895-1904), inclou "La mort dels déus", que reviu la polèmica figura de l'emperador Julià, conegut com "l'Apòstata" pels cristians, atès que en realitat mai va acceptar la nova religió, a la qual feia veure que hi creia sota coacció. Aquesta novel·la restitueix notablement la vida de Julià i l'atmosfera de les ciutats i campaments on estan estacionades les legions romanes. "La resurrecció dels déus" explica la turmentada vida de Leonardo da Vinci. La lectura d'aquesta novel·la va marcar Freud: aquest s'inspira en un passatge de la novel·la de Merejkovski evocant "un record de la infància" de Leonardo ("Jo estava adormit en el meu bressol, un milà es va atansar prop de mi i m'obrí els llavis i en repetides ocasions hi lliscà les seves plomes com un senyal que tota la meva vida jo em faria càrrec de les seves ales...") en la seva pròpia obra: "Record infantil de Leonardo da Vinci", publicada el 1910. "L'Anticrist" relata la tràgica disputa entre Pere el Gran i el seu fill Aleix al qual el tsar donarà mort. Aquestes novel·les van fer guanyar gran fama a Merejkovski durant el període d'entreguerres.